# Tanganyika African National Union
De Tanganyika African National Union (TANU), in het Nederlands: Tanganyika Afrikaanse Nationale Unie, was een politieke partij in Tanganyika en later in Tanzania.
De TANU werd in 1954 opgericht door dr. Julius Nyerere als voortzetting van de Tanganyika African Association. De partij streefde naar een onafhankelijk Tanganyika, een verenigd Afrika en Afrikaans socialisme. In 1958 veroverde TANU een meerderheid aan zetels in de Raad van Afgevaardigden van Tanganyika. In mei 1961 werd Nyerere premier van het onafhankelijke Tanganyika en in 1962 president. De TANU werd de enige toegestane partij.
In 1964 ging Tanganyika deel uitmaken van de Verenigde Republiek Tanganyika en Zanzibar, later de Verenigde Republiek Tanzania genaamd. De TANU bleef de enige partij voor de landsregering van Tanzania, terwijl de Afro-Shirazi Partij de enige toegestane partij op de eilanden Zanzibar en Pemba bleef.
In 1967 nam het parlement in Dar es Salaam de Verklaring van Arusha, waarin Nyerere's ideeën omtrent het Afrikaans socialisme waren weergegeven. Op het partijcongres van TANU werd Nyerere's variant op het Afrikaans socialisme als partijideologie aanvaard.
In februari 1977 gingen de TANU en de Afro-Shirazi Partij een fusie aan, waaruit de Chama Cha Mapinduzi (Revolutionaire Staatspartij) uit voortkwam.